# Samsung Galaxy S WiFi 5.0
Samsung Galaxy S WiFi 5.0 (или Samsung Galaxy Player 5, или Samsung YP-G70, или Samsung YP-GB70) — портативный мультимедийный проигрыватель Samsung Electronics, работающих под управлением операционной системы Android. Принадлежит к линейке Samsung Galaxy Player. Модель поступила в продажу в 2011 году.
Плеер работает под управлением операционной системы Android 2.2 (Froyo) с фирменной оболочкой TouchWiz от Samsung. В нём установлен ARMv6 процессор Samsung Hummingbird с тактовой частотой 1 ГГц и 512 МБ оперативной памяти. Для хранения данных предусмотрено 8 или 16 ГБ встроенной памяти, которую можно расширить на 32 ГБ за счет карты памяти microSD. Поскольку часть встроенной памяти зарезервирована под фотографии и личные данные, при подключении к ПК доступ открывается не ко всем 8 или 16 ГБ.
У данной модели, в отличие от младших Samsung Galaxy Player 50 и Samsung Galaxy S WiFi 4.0 нет съёмного аккумулятора, датчиков освещения и приближения, зато у основной камеры появилась светодиодная вспышка, а объём батареи значительно увеличен.
Плеер изначально снабжен широким набором программ для открытия множества форматов файлов. Он способен проигрывать аудиофайлы lossless-качества и неконвертированное видео с разрешением до 1280×720 пикселей. Также имеется стандартная для Samsung система обработки звука DNSe 3.0, которая начиная с 2010 года стала называться SoundAlive.
Устройство может выходить в Интернет и делиться контентом с ТВ Samsung через функцию All Share, используя беспроводное Wi-Fi-соединение. Кроме Wi-Fi 802.11b/g/n, передача данных возможна также по USB 2.0 и Bluetooth 3.0. Плеер также оснащён модулем GPS, FM-тюнером, 3,2 Мп камерой и микрофоном. Благодаря наличию дополнительной фронтальной камеры можно осуществлять видеозвонки по GTalk (если версия Android у модели обновлена до 2.3) или Skype. В комплекте с устройством поставляется также гарнитура Samsung EHS44.
В корейской версии этой модели имеется также выход HDMI, но за пределами корейского рынка такая модификация не продаётся.